# Daddy (Aya Nakamura)
Daddy è un singolo della cantante francese Aya Nakamura, pubblicato il 25 gennaio 2023 come terzo estratto dal quarto album in studio DNK.
Il brano vede la collaborazione del rapper francese SDM.

## Video musicale
Il video musicale è stato reso disponibile il 3 maggio 2023.

## Formazione
- Aya Nakamura – voce
- Beni Mosabu - voce
- Drama State – produzione

## Classifiche
| Classifica (2023) | Posizione massima |
| ----------------- | ----------------- |
| Francia           | 6                 |
| Svizzera          | 99                |